# Cafarnaúm

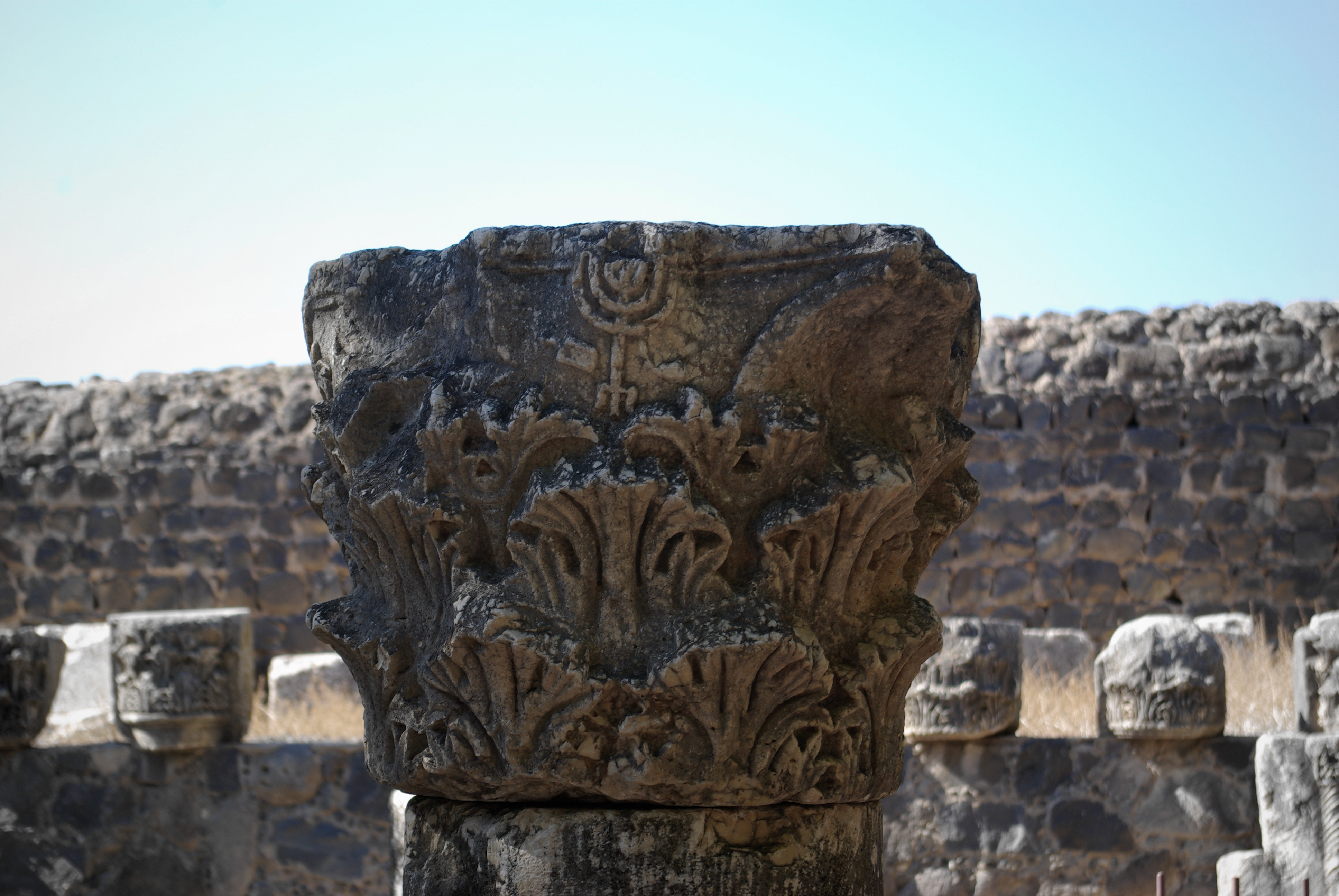
Antiguo capitel con menorá.

Cafarnaúm, Cafarnaún, Cafarnaum  o Capernaum (hebreo כְּפַר נָחוּם [Kəfar Nāḥūm], «pueblo de Nahum») era un poblado pesquero israelita de Galilea, a orillas del mar de Galilea, en el norte del actual Israel. Ha sido desde su descubrimiento a principios del siglo XX un yacimiento arqueológico, ubicado a 2,5 km de Tabgha y a 15 km de la ciudad de Tiberíades, en el margen noroeste del lago.
Es conocido por los cristianos como «la ciudad de Jesús», nombrada en el Nuevo Testamento. Fue uno de los lugares elegidos por Jesús de Nazaret para transmitir su mensaje y realizar algunos de sus milagros. La Enciclopedia Larousse describe la población como "una villa que tuvo un pujante comercio".

## Toponimia
El nombre semítico de la pequeña ciudad era Kfar Nahum («pueblo de Nahum»), posible referencia al profeta Nahum. En los escritos de Flavio Josefo, el nombre es traducido en griego como Kαφαρναουμ (Kapharnaum). En árabe, a este lugar se le llama Tell Hum, es decir, la colina (Tell) de Hum (abreviatura de Nahum). Originalmente, Nahum significa en hebreo ‘lleno de consolación’.
En francés, capharnaüm es nombre común que significa ‘gran desorden’, lugar que contiene muchos objetos amontonados desordenadamente, y por metonimia un montón de estos objetos. Este significado, utilizado solo en francés y ampliamente empleado por Honoré Balzac, es justificado por el Littré por el hecho de que Cafarnaúm estaba vinculada a la lectura del Evangelio de Marcos sobre la reunión para la venida de Jesús. Probablemente también exista una conexión fonética con cafourniau (del latín furnus, ‘horno’), una pequeña habitación al lado de la casa que sirve como «trastero oscuro».

## En el Nuevo Testamento
El pueblo es mencionado en los cuatro evangelios (Mateo 4:13, 8:5, 11:23, 17:24, Marcos 1:21, 2:1, 9:33, Lucas 4:23.31, 7:1, 10:15, Juan 2:12, 4:46, 6:17, 24,59), donde se menciona que estaba cerca de los lugares de donde provenían los apóstoles. Simón Pedro, Andrés, Santiago y Juan, así como Mateo.

## Recuperación de Cafarnaúm
En 1838, el geógrafo bíblico estadounidense Edward Robinson descubrió las ruinas de este lugar. La antigua Cafarnaúm se presentó a los primeros exploradores como un lugar desolado y triste.
En 1866, el explorador británico capitán Charles W. Wilson identificó los restos de una gran sinagoga. En 1894 el franciscano fray Giuseppe Baldi de Nápoles, en nombre de la Custodia de Tierra Santa, consiguió adquirir a los beduinos una buena parte del área.
Los franciscanos levantaron una cerca para proteger las ruinas de frecuentes saqueos; plantaron palmeras y eucaliptos traídos de Australia para crear un pequeño oasis para recibir a los peregrinos a esta zona ubicada a 210 metros bajo el nivel del mar. Además construyeron un puerto pequeño para facilitar la entrada por el lago. Estas obras tomaron un gran impulso bajo la dirección del franciscano Virgilio Corbo.

## Descubrimientos arqueológicos

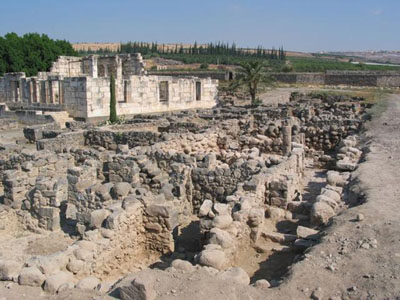
Ruinas de Cafarnaún.

Las excavaciones más importantes se iniciaron en 1905, bajo la dirección de los alemanes Heinrich Kohl y Carl Watzinger y fueron continuadas por los franciscanos Fray Vendelin von Benden (1905-1915) y Gaudencio Orfali (1921-1926). Los resultados fueron el descubrimiento de dos edificios públicos y una iglesia bizantina de planta octogonal, y la excavación de la sinagoga mencionada anteriormente (que fuera parcialmente restaurada por el padre Orfali).
Más tarde, en 1968, las excavaciones fueron reanudadas por los franciscanos Corbo y Stanislao Loffreda, con la ayuda financiera del gobierno italiano. Durante esta etapa el mayor descubrimiento fue la casa de San Pedro, más algunos barrios del poblado de la época evangélica. Estas excavaciones continuaron hasta 1986.

## Historia del poblado
Basándose en las fuentes literarias y en los resultados de las excavaciones se ha podido reconstruir parte de la historia de este poblado.
Se encontraron restos de sílex del paleolítico y muros y pavimentos del segundo milenio a. C. (Media y Tardía Edad de Bronce). No hay ningún rastro de ocupación en el periodo israelita (1200- 587 a. C.). El pueblo no es mencionado en el Antiguo Testamento.
Las excavaciones dieron como resultado que Cafarnaúm se estableció en el inicio de la Dinastía asmonea, alrededor del s. II a. C. y fue abandonado alrededor del siglo XI. Arqueológicamente quedó demostrado que la ciudad existía ya en el s. II a. C. el sitio no tenía ningún muro defensivo y se extendía a lo largo de la ribera del lago, de oriente a occidente unos 300 metros, mientras que de sur a norte llegaba a 150 m.
Varios restos de este periodo se han encontrado bajo la gran sinagoga del s. IV d. C. descubierta en 1866; bajo la iglesia octogonal y particularmente en el área occidental. Desde el lago hacia el norte se pudo constatar una hilera continua de habitaciones de una longitud de unos 110 metros. Éste parece que es el núcleo del asentamiento, del que Cafarnaún se extendió en todas direcciones en los siglos siguientes. El cementerio estaba a 200 m de la sinagoga; tenía una extensión de 3 km, hasta el área agrícola de Tabgha. Se encontró un mausoleo romano. Las únicas casas de la época romana encontradas hasta ahora son las construidas en la hilera que va de la sinagoga a la llamada «ínsula sacra».

### Descripción del poblado
El plano del poblado era bastante regular. A ambos lados de una amplia calle con orientación norte-sur, surgían pequeños barrios o islas, limitadas por pequeñas calles transversales y callejuelas sin salida. Los muros eran construidos con toscos bloques de basalto y reforzados con piedra y barro. No se observan grandes diferencias de nivel económico. Las casas privadas hasta ahora excavadas eran humildes celdas que recibían luz a través de una serie de aberturas o ventanas bajas. Eran habitaciones con techos ligeros, agrupadas alrededor de un patio grande. Este patio abierto comunitario era el punto más amplio e importante, debido las condiciones climáticas de la zona, donde en verano la temperatura alcanza 35 °C. Las piedras para moler y los hornos hechos de tierra refractaria, estaban siempre en el patio. En torno al patio abierto había escaleras de piedra para ir a las terrazas.
El descubrimiento de este tipo de escalera esclarece el relato evangélico del paralítico descolgado a través del techo (Marcos 2:1-12). Por el tipo de construcción no era difícil subir al techo por la escalera del patio y quitar una parte para hacer descender al individuo «Jesús sana a un paralítico».

### Economía
Los recursos económicos provenían de la pesca, la agricultura, la industria de utensilios de piedra, arcilla y vidrio y el comercio. Se encontraron objetos en su mayoría de piedra y arcilla: molinos de basalto para molienda de granos o para prensar la aceituna; ollas, platos, ánforas y lámparas; también anzuelos de pescar, punzones y husos para tejer. El molino era un verdadero capital que era heredado de padres a hijos durante muchos siglos.
En el año 1986, durante una inusual bajante del lago, fue descubierto un antiguo bote pesquero que data del s. I a. C. Tenía una longitud de 8 metros y se encontraba preservado en el lodo. Después de un arduo trabajo, que debió realizarse antes de la subida de las aguas, el bote fue retirado del lugar hasta su actual emplazamiento en las cercanías del kibbutz Ginosar.
Bajo la gran sinagoga blanca, en 1981 se descubrieron los restos de una sinagoga del s. I d. C., construida con piedra basáltica negra. Muy verosímilmente se trata de la sinagoga de la que nos hablan los evangelios, según los cuales durante el s. I d. C. Cafarnaún fue el escenario de muchos acontecimientos de la vida de Jesucristo. Allí vivieron sus primeros discípulos: Andrés, Mateo y Pedro. Los escritos judíos de la época identifican a Cafarnaún como una de las localidades donde vivían minim (herejes o sectarios), en este caso los judeocristianos. No se han encontrado evidencias que permitan pensar que Cafarnaún se haya visto envuelta en las sangrientas sublevaciones judías contra los romanos en los años 70 y 135 y los documentos muestran que la población judía fue mayoritaria allí hasta el siglo IV.

### La Casa de Pedro

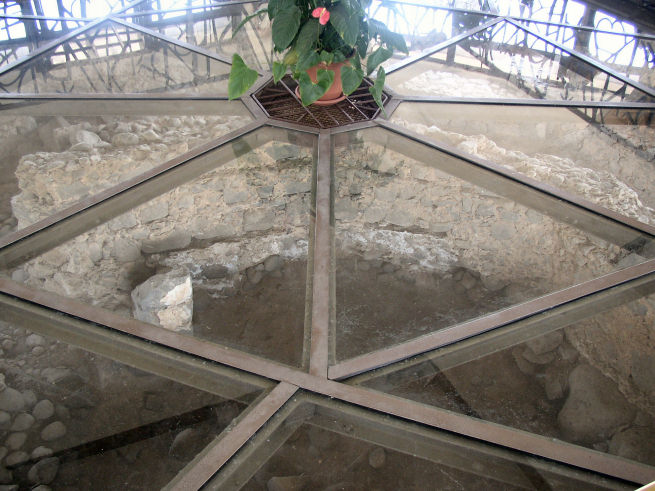
Ruinas de la casa de Pedro.

Los arqueólogos encontraron en 1968, en una zona llamada «isla sagrada», la que ha sido considerada «la casa de Pedro», construida a finales del período helenístico. De forma casi cuadrada, con lados de cerca de 7,50 m, comunicaba con un patio al sur y otro al norte. En el lado oriental, en un espacio libre había un horno de tierra refractaria. Aún se conserva en buen estado el umbral a través del cual se entraba al patio norte. La casa denota una historia muy compleja.
A partir de la segunda mitad del s. I d. C. comienza a distinguirse de todas las demás casas que han sido excavadas. Los muros fueron revocados con esmero; el suelo fue cubierto con capas de yeso y fue adaptada como iglesia doméstica (domus-ecclesia), donde se reunían los judeocristianos de la ciudad. De esta época hay allí muy pocos restos de cerámica doméstica y en cambio se encontraron gran cantidad de lámparas.

### La transformación en elsigloIV
A finales del siglo IV esta casa-iglesia fue adaptada para recibir peregrinos y fue cercada por un muro de impresionante altura que abarcaba un perímetro de 112,25 m. Construido con argamasa, alcanza una altura de 2,30 m en el lado norte. Su finalidad era doble: encuadrar la casa de San Pedro como punto focal de la isla sagrada y acentuar la sacralidad de la misma. Tenía dos puertas: una en la esquina suroeste y la otra en la esquina noroeste. La casa de Pedro fue profundamente retocada y ampliada. La estancia venerada, originariamente cuadrada, fue dividida en dos espacios rectangulares unidas por un arco central. Hubo además un cierto mejoramiento en el estilo de vida general: las otras casas se construyeron con buena argamasa y se usaba cerámica fina importada. La peregrina Egeria que visitó Tierra Santa al final del s. IV escribió: 

En Cafarnaún está la casa del Príncipe de los Apóstoles (Pedro) que fue trasformada en iglesia, aunque las paredes quedaron las mismas.

### La iglesia octogonal

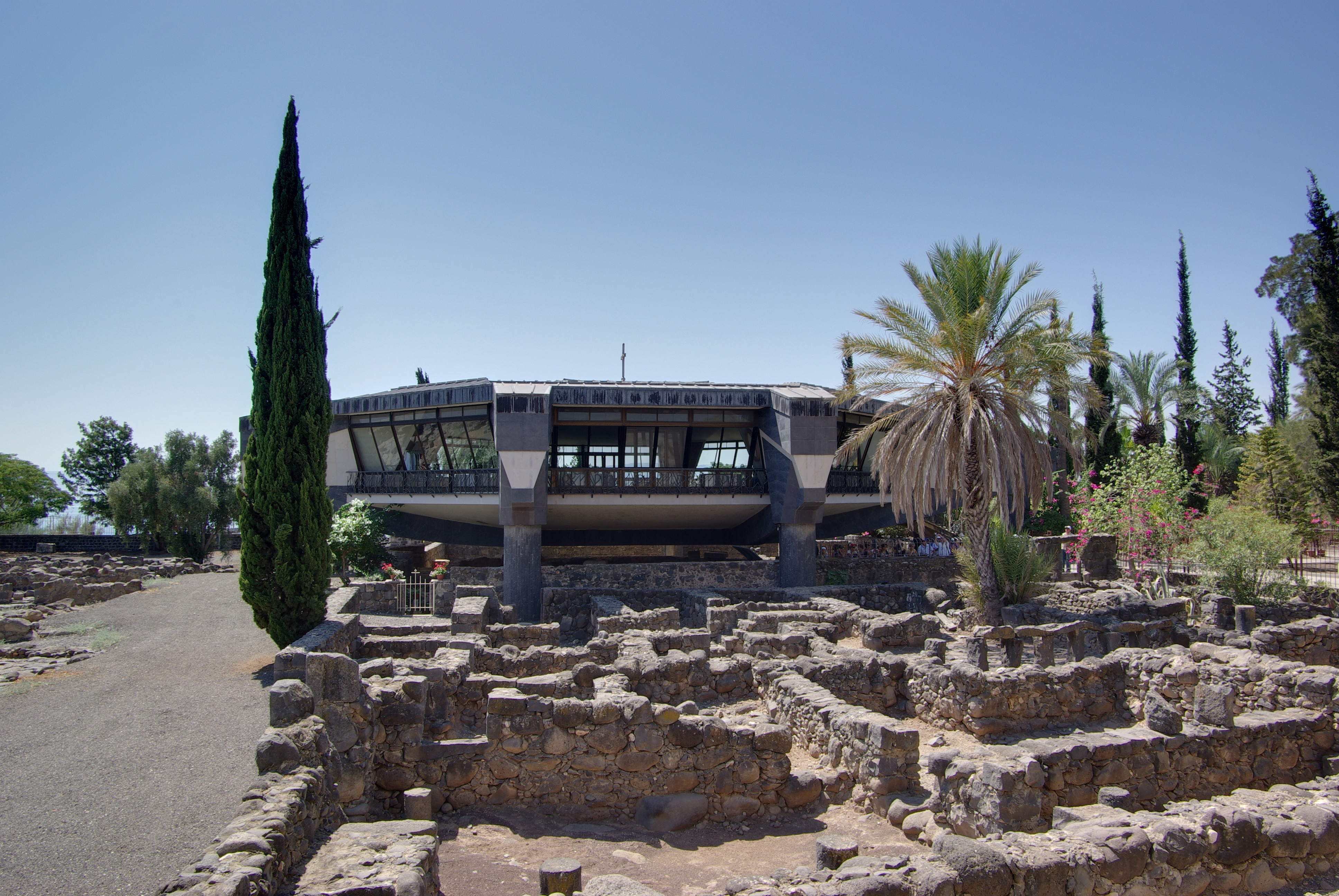
Monumento octogonal construido recientemente como protección de la casa de Pedro.

En la segunda mitad del siglo V los bizantinos desmantelaron toda la isla sagrada para construir encima la iglesia octogonal, la cual permaneció en uso hasta el siglo VII. La iglesia se compone de un octógono central con ocho pilares, de un octógono externo con umbrales todavía in situ, y de una galería o pórtico que introducía tanto al interior de la iglesia como a las dependencias situadas al este, que se comunicaban a través de un pasillo. Posteriormente este pasillo fue bloqueado y en el centro del lado oriental fue construido un ábside con una piscina bautismal, de la que se encontraron dos escalones a cada lado, y la salida del agua que se usaba en el rito.
El suelo de la iglesia era de mosaico. En el pórtico era un motivo puramente geométrico con cuatro filas de círculos contiguos y crucecitas. En la zona del octógono externo, los mosaicos encontrados representaban la flora y fauna, con un estilo semejante a lo encontrado en la basílica de la Multiplicación de los Panes en Tabgha. En el octógono central, el mosaico estaba compuesto de una franja con flores caliciformes, de un campo de escamas de pez con florecillas y de un gran círculo con un pavo real en el centro.
Es importante destacar la relación estrecha entre la iglesia octogonal y la casa de San Pedro: los bizantinos, al construir la nueva iglesia, situaron el octógono central justamente sobre los muros de la casa, con el objeto de perpetuar la ubicación exacta de la misma. A partir de ese momento, ya no se podía ver la humildad de la casa por estar cubierta por los mosaicos de la nueva estructura.
Aparentemente durante los periodos romano y bizantino la ciudad no fue destruida debido a guerras o a causas naturales. Incluso, la transición al periodo árabe en el siglo VII d. C. no estuvo marcada por una destrucción súbita global y aunque varias casas fueron abandonadas, otras continuaron en uso en este periodo.

### Decadencia
La ciudad fue severamente dañada por el terremoto de 749, y fue reconstruida a poca distancia al noreste, en el lugar de la actual Iglesia ortodoxa Griega de los Siete Apóstoles, construida en 1931.
Bajo los gobernantes Omeyas de Damasco el sitio fue totalmente reocupado y tanto la sinagoga como la iglesia octogonal fueron abandonadas. Durante la dinastía Abassid de Bagdad la prosperidad de Cafarnaún declinó enormemente. Algunas nuevas edificaciones se levantaron durante el siglo XII, pero la aldea en ese tiempo ya era un montón de ruinas.

## La sinagoga blanca

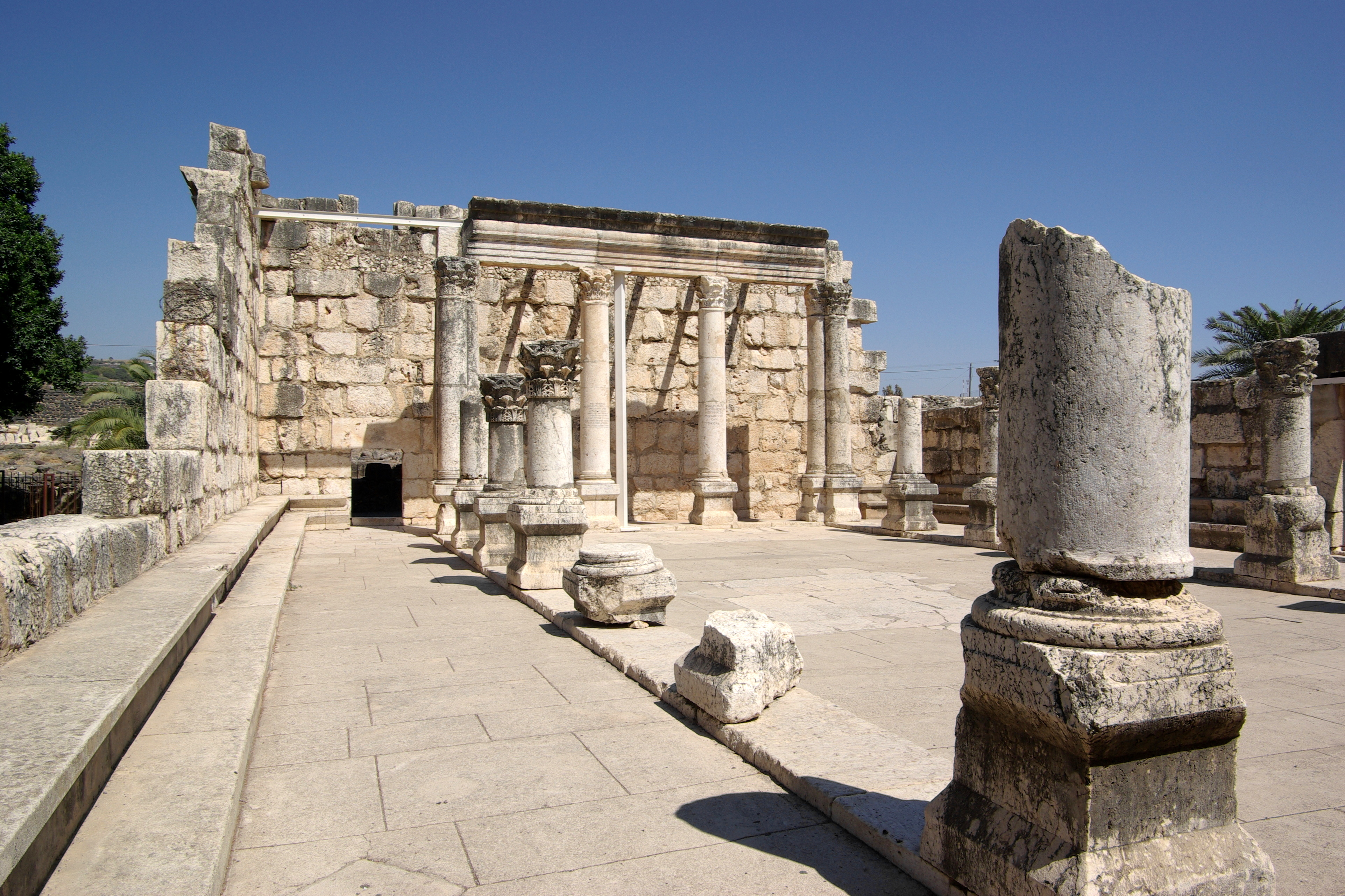
Ruinas de la sinagoga.

Las ruinas del edificio que data del siglo iv, descubiertas por Wilson, destacan notablemente entre las humildes viviendas del poblado, ya que están construidas casi exclusivamente con bloques blancos de piedra calcárea traídos de canteras lejanas (y por tanto poco comunes en esta región). Los muros están levantados encima de hiladas pertenecientes a la sinagoga anterior, de piedra basáltica negra propia de la región. Debajo del suelo de la sinagoga más reciente se encuentra todavía el suelo de la sinagoga anterior.
El plano del piso de la sinagoga blanca es similar al de la sinagoga del mismo siglo en Korazim (4 kilómetros al norte) y al de la sinagoga de Baram, del siglo iii, en el norte de la Galilea, pero la ornamentación arquitectónica del edificio de Cafarnaún es mucho más elaborada, con capiteles corintios e intrincados relieves tallados en piedra.
El edificio se compone de cuatro partes: la sala de oración, el patio oriental, la balaustrada meridional y un pequeño cuarto al noroeste de la construcción. La sala de oración mide 24,40 x 18,65 metros, con la fachada hacia el sur, mirando a Jerusalén (como era costumbre). Las paredes internas estaban revocadas y pintadas con estucos de alto nivel de realización, encontrados durante las excavaciones. De la sinagoga antigua se han conservado dos inscripciones, una en griego y la otra en arameo, que recuerdan a los bienhechores que facilitaron la construcción del edificio.
La sinagoga, tal como era en 381, fue descrita por la peregrina española Egeria, que escribió que el acceso a la estructura constaba de varios escalones y que el edificio estaba construido con piedra labrada.

## Visita papal
En el mes de marzo del año  2000, Juan Pablo II, durante su viaje a Israel, visitó las ruinas de Cafarnaún, entre otras ciudades.